# Lycodon gongshan
Lycodon gongshan là một loài rắn trong họ Rắn nước. Loài này được Vogel & Luo mô tả khoa học đầu tiên năm 2011.